# Le Destin de madame Yuki
Pour plus de détails, voir Fiche technique et Distribution.
Le Destin de madame Yuki  (雪夫人絵図, Yuki fujin ezu) est un film japonais de Kenji Mizoguchi sorti en 1950. 

## Synopsis
Hamako entre au service de Madame Yuki, qu'elle admire. Mais elle va découvrir que Yuki est en réalité une femme faible, qui n'a pas le courage d'abandonner son mari abusif, Naoyuki, pour vivre avec l'homme qu'elle aime, un musicien du nom de Masaya.

## Fiche technique
- Titre : Le Destin de madame Yuki
- Titre original : 雪夫人絵図 (Yuki fujin ezu?)
- Réalisation : Kenji Mizoguchi
- Scénario : Kazuro Funabashi et Yoshikata Yoda d'après un roman de Seiichi Funabashi
- Photographie : Jōji Ohara
- Montage : Toshio Gotō, Shiro Timba
- Décors : Hiroshi Mizutani (ja)
- Musique : Fumio Hayasaka
- Son : Masokazu Kamiya
- Production : Kazuo Takimura, Sayia Kashima, Ryohei Arai
- Sociétés de production : Shintōhō et Takimura Production
- Société de distribution en France : Films sans frontières
- Pays d'origine :  Japon
- Langue originale : japonais
- Format : noir et blanc - 1,37:1
- Genre : drame
- Durée : 88 minutes[1] (métrage : dix bobines - 2 411 m[1])
- Date de sortie : 
  - Japon : 21 octobre 1950[1]

## Distribution

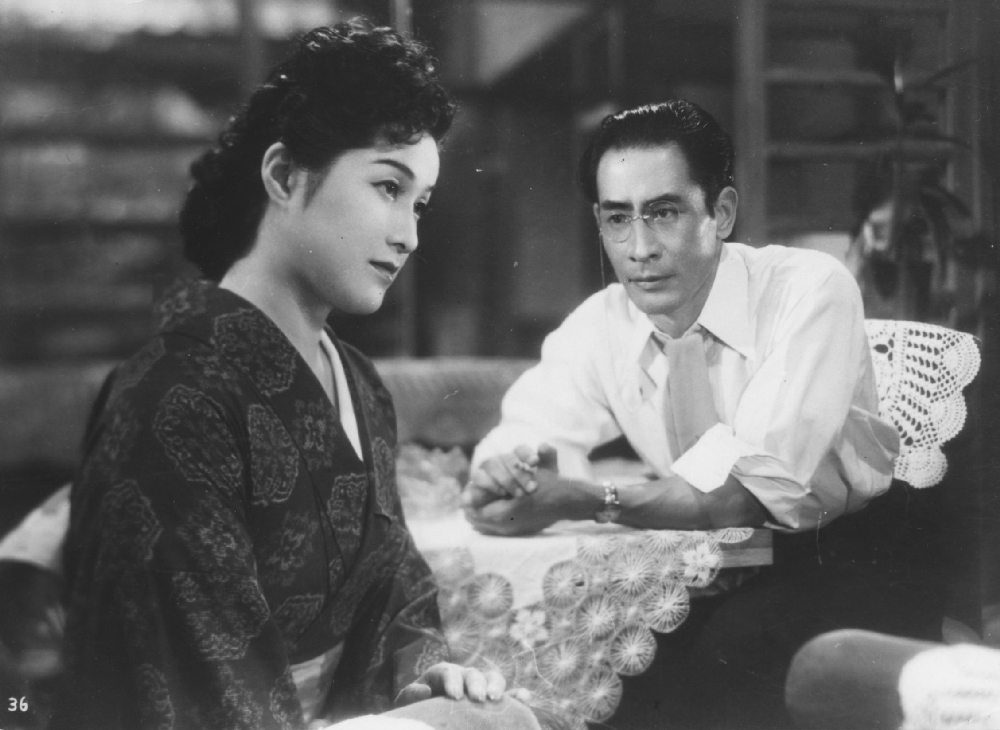
Michiyo Kogure et Sō Yamamura.

- Michiyo Kogure : Yuki Shinano
- Ken Uehara : Masaya Kikunaka
- Eijirō Yanagi : Naoyuki Shinano
- Yoshiko Kuga : Hamako Abe
- Yuriko Hamada : Ayako
- Sō Yamamura : Tateoka
- Haruya Katō : Seitaro
- Satoshi Komori
- Rei Ishikawa
- Kumeko Urabe
- Shirō Mizuki : Chauffeur
- Shizue Natsukawa